# Проток на Лонг
Протокът Лонг (на руски: пролив Лонга) е проток между остров Врангел на север и континенталната част на Азия на юг, като свързва Чукотско море на изток с Източносибирско море на запад. Минимална ширина 125 km. Почти през цялата година е заледен. Административно е на територията на Чукотски автономен окръг в Русия. Наименуван в чест на открилия го през 1867 г. американски полярен мореплавател Томас Лонг.